# Rafael Escudero López-Brea
Rafael Escudero López-Brea (4 de abril de 1962) es un obispo español. Obispo Prelado de Moyobamba.

## Biografía
Nació el 4 de abril de 1962, en Quintanar de la Orden (Toledo, España). 
Tras realizar sus primeros estudios en su pueblo natal, continuó su formación sacerdotal en el Seminario Mayor de Toledo, donde obtuvo el título de Bachiller en Teología, por el Instituto Teológico de San Ildefonso. 

## Episcopado
En el año 2004 llegó a Perú, en el primer grupo de sacerdotes diocesanos de Toledo que atienden la prelatura de Moyobamba, encomendada por la Santa Sede a la archidiócesis de Toledo.
Después de haberse desempeñado como vicario general y párroco de la catedral de la prelatura, fue nombrado obispo coadjutor de Moyobamba el 8 de julio de 2006 por el papa Benedicto XVI.
Recibió la ordenación episcopal en Moyobamba el día 26 de agosto, de manos del cardenal arzobispo de Toledo, Antonio Cañizares Llovera.
Desde el 21 de julio de 2007 es el obispo prelado de la prelatura de Moyobamba, tras aceptar el papa la renuncia por edad de su anterior titular, monseñor José Santos Iztueta Mendizábal (fallecido el 27 de agosto de 2007).